# Feralia
La Feralia era un antiguo festival público romano donde se celebraban los Manes (espíritus romanos de los muertos, particularmente las almas de las personas fallecidas) que caía el 21 de febrero tal y como escribe Ovidio en el Libro II de su Fasti. Este día marcó el final de Parentalia, un festival de nueve días (del 13 al 21 de febrero) en honor a los antepasados muertos.
Los ciudadanos romanos eran llamados a llevar ofrendas a las tumbas de sus antepasados muertos que consistían en, al menos, "un arreglo de coronas, una pizca de grano y un poco de sal, pan empapado en vino y violetas esparcidas". Se permitían ofrendas adicionales, sin embargo, los muertos se apaciguaban solo con lo mencionado anteriormente. Estas sencillas ofrendas a los muertos quizás fueron introducidas en el Latium por Eneas, quien derramó vino y esparció flores de violeta sobre la tumba de su padre Anquises. Ovidio habla de una época en la que los romanos, en medio de la guerra, descuidaron la Feralia, lo que provocó que los espíritus de los difuntos se levantaran de sus tumbas enfurecidos, aullando y vagando por las calles. Después de este evento, se rindió homenaje a las tumbas y cesaron las apariciones espantosas. Para indicar el duelo público, los matrimonios de cualquier tipo estaban prohibidos durante la Feralia, y Ovidio instó a las madres, novias y viudas a que se abstuvieran de encender las antorchas de su boda. Los magistrados dejaron de llevar sus insignias y se prohibió cualquier culto a los dioses ya que "debe estar escondido detrás de las puertas cerradas del templo; sin incienso en el altar, sin fuego en el hogar".

## Ritos y tradición
En cuanto a los ritos públicos, nada de ellos sobrevive, sin embargo, durante este día, como lo describe Ovidio, una anciana borracha (anus ebria) se sentaba en un círculo con otras niñas realizando ritos en nombre de la diosa muda Dea Tacita a quien se identifica con la ninfa Lara o Larunda. El ritual consiste en que la anciana deposita con tres de sus dedos tres trozos de incienso bajo un umbral donde, sin saberlo, está enterrado un ratón. Luego hace rodar siete judías negras en su boca y unta la cabeza de un pez con brea, la atraviesa con una aguja de bronce y la asa en el fuego. Después proclama formalmente el propósito de sus acciones, como es habitual en el ritual mágico grecorromano, diciendo: "He amordazado las lenguas rencorosas y amordazado las bocas hostiles" (Hostiles linguas inimicaque uinximus ora). Tras ello, se marcha ebria. El uso de las judías negras en el ritual de la anciana puede estar relacionado con ritos que se prestan a otra fiesta de muertos en el mes de mayo, llamada Lemuria. Durante la Lemuria, los espíritus de los ancestros muertos, particularmente los insepultos, llamados lémures, emergen de sus tumbas y visitan las casas en las que habían vivido. Entonces era necesario confrontar a los espíritus no deseados y atraerlos fuera de la casa usando acciones y cánticos específicos. Según Ovidio, esto incluye la participación de judías negras para atraer a un espíritu fuera del hogar. "Y después de lavarse las manos con agua de manantial (el dueño de la casa), se vuelve, y primero recibe judías negras y las tira con la cara hacia el otro lado; pero mientras los tira, dice: 'Con estos granos me redimo a mí y a los míos.' Esto lo dice nueve veces, sin mirar atrás: se cree que la sombra recoge los frijoles y los sigue sin ser visto. Vuelve a tocar el agua, y choca el bronce temesano, y pide a la sombra que salga de su casa. Cuando haya dicho nueve veces: '¡Fantasmas de mis padres, salid!' mira hacia atrás y piensa que ha realizado debidamente los ritos sagrados.” Quizás las judías negras llevaban consigo connotaciones de alejar o disipar las cosas malas en general, ya fueran espíritus no deseados que acechaban en una casa como se vio durante la Lemuria, o evitar chismes no deseados hacia un individuo como en el ritual de la vieja bruja durante la Feralia. Además, en el contexto de los sacrificios, las judías negras son similares a los animales negros usados en el sacrificio a las 'deidades ctónicas'.
Se da a entender a través de la elección de palabras de Ovidio, "hostiles linguas" e "inimicaque ora", que el ritual tiene la intención de frenar los chismes sobre la reputación de una niña. Los chismes son de tal naturaleza y sus consecuencias son el tema de la causa, que Ovidio ofrece, de la fiesta de Dea Tacita, que se celebraba el mismo día que la Feralia. Ovidio luego cuenta una historia para explicar los orígenes de Dea Tacitia, comenzando con la lujuria indómita de Júpiter por la ninfa Juturna. Juturna, consciente de la lujuria de Júpiter por ella, se escondió en el bosque de avellanos y se sumergió en las aguas de sus hermanas. Después Júpiter reunió a todas las ninfas del Latium en busca de su ayuda para capturar a Juturna, diciendo: "Tu hermana se está despreciando a sí misma al evitar su propia ventaja, un enredo con el dios supremo. Cuídanos a los dos. Lo que será un gran placer para mí será de gran interés para tu hermana. Bloquéala mientras huye hacia la orilla del río para evitar que salte a sus aguas". Una de las ninfas a las que se dirige, Lara, no se mordió la lengua y le advirtió a Juturna que huyera. Además, se acercó a la esposa de Júpiter, Juno, diciendo: "Tu marido ama a la náyade Juturna". Como resultado, Júpiter le arranca la lengua a Lara con ira y convoca a Mercurio para que la acompañe a ser una ninfa en el inframundo. Durante esta misión, Mercurio se vuelve lujurioso con Lara y copula con ella, engendrando gemelos. Estos gemelos se convierten en los Lares, los guardianes de las intersecciones que vigilan la ciudad de Roma.